# Монастир тринітаріїв (Ржищів)
Монастир тринітаріїв у Ржищеві — римо-католицький монастир (кляштор) Ордену Пресвятої Трійці.

## Історія
У розташованому безпосередньо на кордоні Дикого Поля у Ржищеві місія Ордену Тринітаріїв виконувала одночасно військові і дипломатичні функції, займаючись захистом кордонів Речі Посполитої від нападів кримських татар і обміном полоненими. Монастир розташувався у центрі Ржищева і виконував роль його цитаделі. Тут знаходилися орденська консисторія, а також польська митна та прикордонна адміністрації.
Костел Святої Трійці був домінантою міста.
Наприкінці XVIII — у першій половині ХІХ ст. монастир користувався власною печаткою з зображенням герба Ордену Тринітаріїв (овальний коронований щит, обрамлений з боків двома пальмовими галузками, а внизу гірляндою; у щиті, на срібному тлі, — хрест, вертикальний промінь якого червоний, а горизонтальний — блакитний).

## Настоятелі
- 1765 — Марцін Івон Рибінський[1].
- 1803 — Каетан Русецький[2].

## Сучасний стан
У жовтні 1985 року вибухом зруйновано костел (1829) — начебто по причині його аварійності. На сьогодні від монастиря залишилися підвали, підземні ходи та будинок орденської консисторії (місцева назва «Дім ксьондза»).

## Галерея

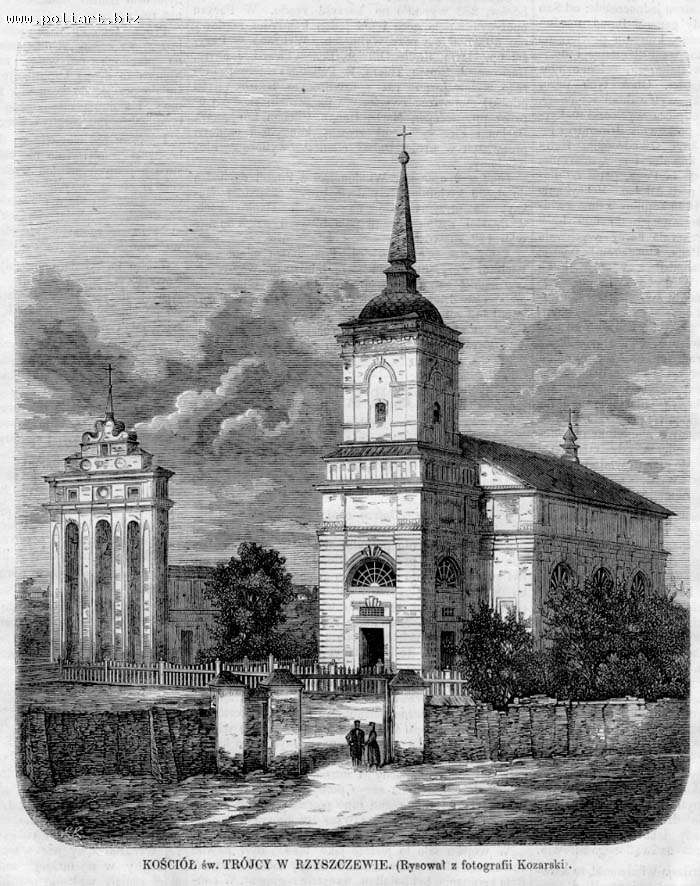
Костел Святої Трійці у 1863 році
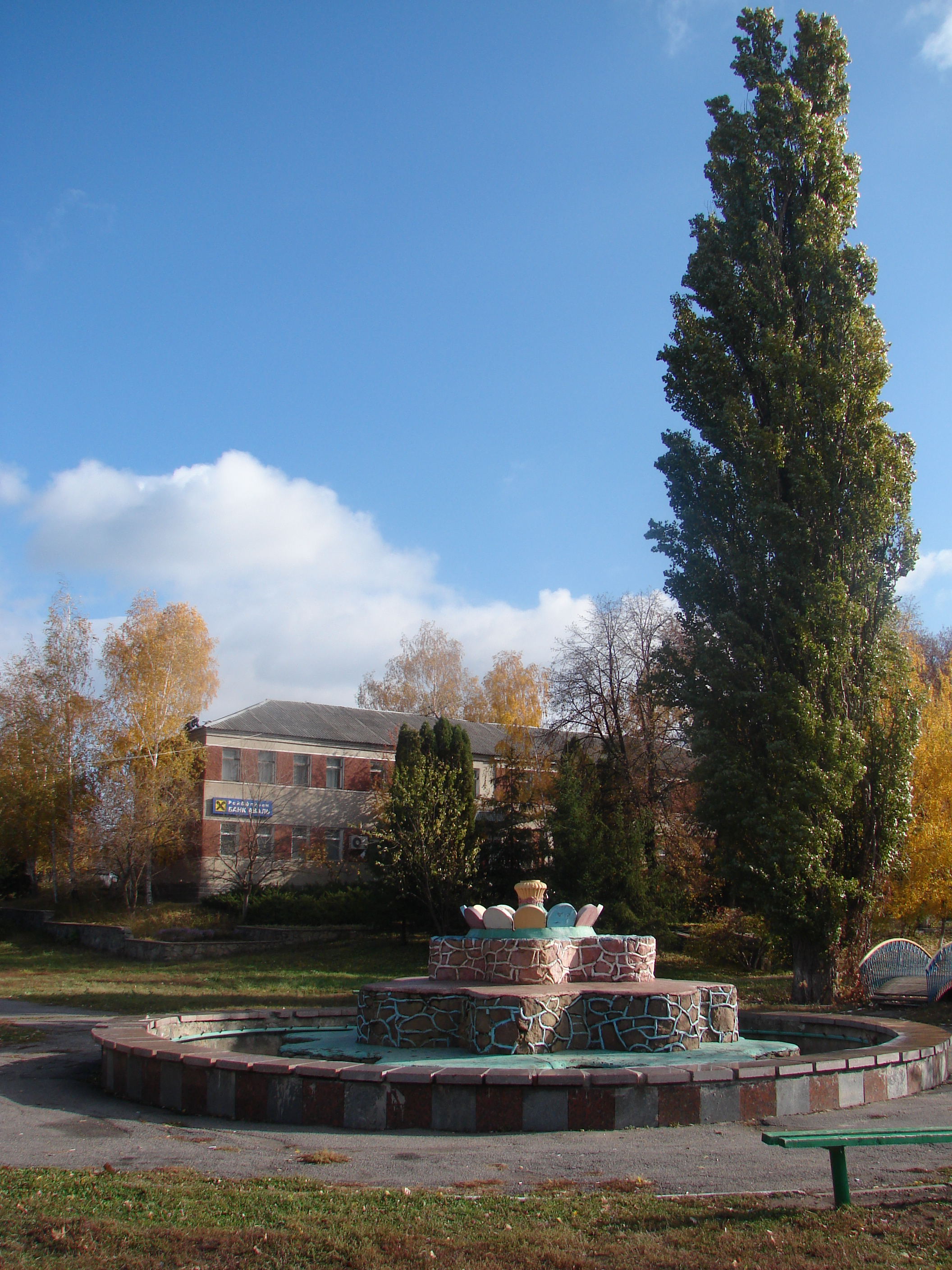
Консисторія тринітаріїв (так званий «будинок ксьондза»). Сучасний стан.